# Brighter Death Now
Brighter Death Now ist ein Death-Industrial-Projekt aus Linköping.

## Geschichte
Der Post-Industrial-Musiker und Cold-Meat-Industry-Labelbetreiber Roger „Karmanik“ Karlsson initiierte Brighter Death Now 1989 als Soloprojekt. Das Projekt repräsentiere dabei eine Facette seiner Persönlichkeit, die half emotionale und psychologische Tiefphasen aufzuarbeiten. Auftritte des Projektes, wie auf dem Wave-Gotik-Treffen 2003, 2007 und 2012 wurden als „skurril“ beurteilt.
Die Veröffentlichungen von Brighter Death Now erschienen überwiegend über das eigens betriebene Label. Innerwar wird von Piero Scaruffi als beste Veröffentlichung von Brighter Death Now beurteilt. Weitere Alben wie Necrose Evangelicum gelten ebenso als essentielle Veröffentlichungen des Death Industrial. Entsprechend dem Renommee der Band und des Labels beschrieb Richard Stevenson Karlsson als „Godfather of industrial music“. Auch der Genrebegriff ging von Karlsson und Brighter Death Now aus.

„Brighter Death Now, die Hausband des Cold Meat-Labelchefs Roger Karmanik […], steht als unbeugsamer Fels in der Brandung und behauptet sich mit harschen Power-Electronics und noisigen Death-Industrial-Passagen gegen die Wellen von hirnloser Rhythm'n'Noize-Tanzmusik.“

## Stil und Inhalt
Die thematische Ausrichtung des Projektes variiert zwischen den anfänglich prägenden Inhalten die als Konfrontation und Provokation durch menschliche Extreme gelten, Ironie, die ab Obsessis bedeutend wurde, Aspekte einer anarchistischen Haltung und Inhalten, die der Selbsterkundung dienen. Die reine Konfrontation mit Schockelementen, wie sie insbesondere im Power Electronics gepflegt wird, legte das Projekt nach der Frühphase ab, da es für Karlsson durch das Internet kein Extrem mehr gäbe, dass hierzu qualifiziert sei.
Die Musik von Brighter Death Now gilt überwiegend als Prototyp des Death Industrial. Der Gesang variiert zwischen verzerrten gesprochenen Passagen und Schreien. Die überwiegend Elektronische Musik aus Rauschen, Dröhnen und Maschinenklängen wird als atmosphärisch und bedrohlich wahrgenommen. Das elektronische Dröhnen wird von hohen Synthesizer-Klängen, Schreien und Flüstern unterbrochen. Zu Liveauftritten zieht Roger Karmanik häufig ergänzende Musiker hinzu.

„Karmanik klagt und brüllt sich durch infernalisch dröhnenden und oft monoton strukturierte Lärmkaskaden.“

Piero Scaruffi unterscheidet die Musik in Alben, die sich am originären Industrial orientieren wie Pain in Progress, den schaurigen, vom Dark Wave beeinflussten Werken, wie dem Albums Slaughterhouse Invitation, das mit geisterhaften Schreien, Nachhall und bedrohlichen Maschinengeräuschen erklingt, und den Noise-Veröffentlichungen wie May All Be Dead, die durch Lautstärke und weißes Rauschen gekennzeichnet sind.

## Diskografie
| Alben - 1989: Great Death (Cold Meat Industry) - 1989: Slaughterhouse Invitation (Sound Source) - 1990: Pain in Progress (Unclean Production/Cold Meat Industry) - 1990: Great Death (Cold Meat Industry) - 1995: Necrose Evangelicum (Cold Meat Industry) - 1996: Innerwar (Cold Meat Industry) - 1998: May All Be Dead (Cold Meat Industry) - 2000: Obsessis (Cold Meat Industry) - 2001: 1890 (Cold Meat Industry) - 2005: Kamikaze Kabaret (Cold Meat Industry) - 2011: Very Little Fun (Cold Meat Industry) - 2014: Payback (Familjegraven/Tesco Distribution) - 2014: With Promises Of Death (Familjegraven) - 2019: No Decency (Selbstverlag) - 2021: All Too Bad - Bad To All (Tesco Distribution) - 2022: Everything is gonna be alright (Cold Meat Industry) | Demoaufnahmen - 1989: Temp Tations (Börft Records) Singles und EPs - 1996: No Salvation/No Tomorrow (Anarchy + Violence) - 1996: Nordvinterdöd (Pain in Process) - 1999: Brighter Death Now (Xn Recordings) - 2001: Proceeded In Death (JINX) - 2002: Why (JINX) Live-Aufnahmen - 2005: Disobey (Live In Rostock 1997/2003) (Cold Meat Industry) - 2009: Where Dreams Come True (Cold Meat Industry) | Kompilationen - 1996: Great Death I-II (Cold Meat Industry) - 1996: Great Death III (Cold Meat Industry) - 1998: Greatest Death (Cold Meat Industry) - 2009: Breaking Down Nihil (Der Angriff/Indiestate Distribution) Split-Veröffentlichungen und Kollaborationen - 2003: A Celebration Of Misfortune (JINX, mit Slogun und Proiekt Hat) - 2003: Nunsploitation (JINX, mit Coph Nia) - 2004: Destroy (Anarchy + Violence, mit Proiekt Hat) - 2005: Feel – Bad (Xn Recordings, mit Proiekt Hat) |